# North American Racing Team
North American Racing Team (NART) je bila momčad koju je osnovao Luigi Chinetti 1958., kako bi promovirao Ferrarijev brend u Sjedinjenim Američkim Državama.
Momčad se natjecala u Formuli 1, kao i na utrkama 24 sata Daytone i 24 sata Le Mansa.